# Bulburin-Nationalpark
Der Bulburin-Nationalpark (englisch Bulburin National Park) ist ein 326 Quadratkilometer großer Nationalpark  in Queensland, Australien.

## Lage
Der Park befindet sich 120 Kilometer südlich von Gladstone und 75 Kilometer nordöstlich von Monto. In den Park gelangt man von Builyan über die Bulburin Forest Road. Nach etwa 16 Kilometer erreicht man ein altes Holzfällercamp. Von hier ist die Weiterfahrt auf einem Rundweg durch den Park oder über die Dawes Range Road zum Bruce Highway nur mit einem Allradfahrzeug möglich.

## Einrichtungen
Camping ist im Großteil des Nationalparks erlaubt. Bis auf einen Picknickplatz in der Nähe des Holzfällercamps gibt es allerdings keine weiteren Besuchereinrichtungen oder ausgewiesene Wanderwege im Park.

## Flora und Fauna
Der Bulburin-Nationalpark liegt im Einzugsgebiet der Flüsse Boyne River und Kolan River sowie des Baffle Creek und des Granite Creek. Subtropischer Regenwald und dichtbewachsene Flecken aus Trockenwald zusammen mit noch jungen Neuguinea-Araukarien (engl. Hoop Pines) bedecken mehr als die Hälfte der Fläche. Insgesamt ist es das größte verbliebene Regenwaldgebiet in Zentralqueensland.
In der anderen Hälfte befindet sich offener Eukalyptuswald oder Waldland aus hohen Bäumen und einem Regenwaldunterbewuchs. Auf den etwas exponierteren Lagen entlang den Westhängen findet man New England Blackbutts (Eucalyptus campanulata) und den Zitroneneukalyptus (Corymbia citriodora).
In den Wälder sind eine Vielzahl von Tieren beheimatet, darunter Langschwanz-Fruchttauben, Rothalsfilander, der Rotbeinfilander und der Australische Rotaugenlaubfrosch (Litoria chloris). Seltene und gefährdete Arten wie das Langnasen-Kaninchenkänguru (Potorous tridactylus) wurden ebenfalls im Park gesichtet. Auf dem Gebiet des Nationalparks befindet sich außerdem das einzige bekannte Vorkommen des Bulburin-Nussbaums (Macadamia jansenii) von dem nur noch 40 Exemplare existieren.